# Barra para exercício
A barra para exercício consiste em um exercício físico realizado em uma barra horizontal.

## Funcionamento
O movimento começa com os braço estendidos sobre a cabeça e com as mãos segurando a barra. Em seguida flexiona-se os braços, elevando o corpo, até que a cabeça ultrapasse a altura da barra. O ciclo é finalizado aos estender-se os braços novamente, voltando a posição de início.
É um exercício básico e muito eficiente, que fortalece músculos das costas, braços e ombros.
Normalmente utiliza-se apenas o peso do corpo para sua realização, porém pode-se utilizar formas de diminuição de peso e até mesmo adição, para que a dificuldade do exercício fique de acordo com a capacidade da pessoa.
Por apresentar uma mecânica simples, é um dos mais populares exercícios físicos que existe.

## Barra de porta
Existem algumas barras que podem ser instaladas nos portais de casa.